# Edith Scob
Édith Scob; właściwie Édith Helena Vladimirovna Scobeltzine (ur. 21 października 1937 w Paryżu, zm. 26 czerwca 2019 tamże) – francuska aktorka filmowa i teatralna pochodzenia rosyjskiego.
Dwukrotnie nominowana do nagrody Cezara za drugoplanowe role w filmach: Pewnego lata (2008; reż. Olivier Assayas) i Holy Motors (2012; reż. Leos Carax).
Jedną ze swoich najsłynniejszych aktorskich kreacji stworzyła w początkach kariery w filmie Georges’a Franju pt. Oczy bez twarzy (1960). Gra w nim córkę chirurga, której twarz w wyniku tragicznego wypadku zostaje oszpecona. Ojciec czując się odpowiedzialny za wypadek, postanawia dokonać na niej przeszczepu skóry. W tym celu zaczyna mordować młode dziewczyny.
Urodziła się jako Édith Helena Vladimirovna Scobeltzine. Jej dziadek był generałem rosyjskiej armii i przybył do Francji jako tzw. biały emigrant. Starszy brat Michel (1935-1995) był mistrzem kolarstwa i olimpijczykiem. Była żoną greckiego kompozytora Georges’a Aperghisa (ur. 1945). Para miała dwóch synów: Alexandra (ur. 1970) i Jerome’a (ur. 1972). Obaj są pisarzami.

## Filmografia
- Głową w mur (1959) jako obłąkana śpiewaczka
- Oczy bez twarzy (1960) jako Christiane Génessier, córka profesora
- Statek Emilia (1962) jako Claude Larmentiel
- Judex albo zbrodnia doskonała (1963) jako Jacqueline Favraux
- Tomasz oszust (1964) jako pielęgniarka
- Droga mleczna (1969) jako Maria Dziewica
- Piękny potwór (1971) jako Sylvie Revent
- Stara panna (1972) jako Édith, żona Monoda
- Tysiąc miliardów dolarów (1982) jako pani Bronsky
- Mordercze lato (1983) jako lekarka
- Kochankowie na moście (1991) jako kobieta w samochodzie
- Dom z lawy (1994) jako Edite
- Dziewica Joanna Część II: Więzienie (1994) jako Jeanne de Béthune
- Ostatni rozdział (1997) jako panna Sophie
- Salon piękności Venus (1999) jako klientka salonu
- Czas odnaleziony (1999) jako Oriane de Guermantes
- Wierność (2000) jako Diane
- Komedia niewinności (2000) jako Laurence
- Braterstwo wilków (2001) jako Geneviève de Morangias
- Vidocq (2001) jako Sylvia
- Człowiek z pociągu (2002) jako siostra Manesquiera
- Kod (2002) jako Mireille
- Bon voyage (2003) jako pani Arbesault
- Ten dzień (2003) jako Leone
- Pewnego lata (2008) jako Helene
- Holy Motors (2012) jako Celine
- Glina (2012) jako kobieta
- Gemma Bovery (2014) jako pani de Bressigny
- Rodzina do wynajęcia (2015) jako pani Delalande
- Co przynosi przyszłość (2016) jako Yvette Lavastre